# Théâtre-Lyrique

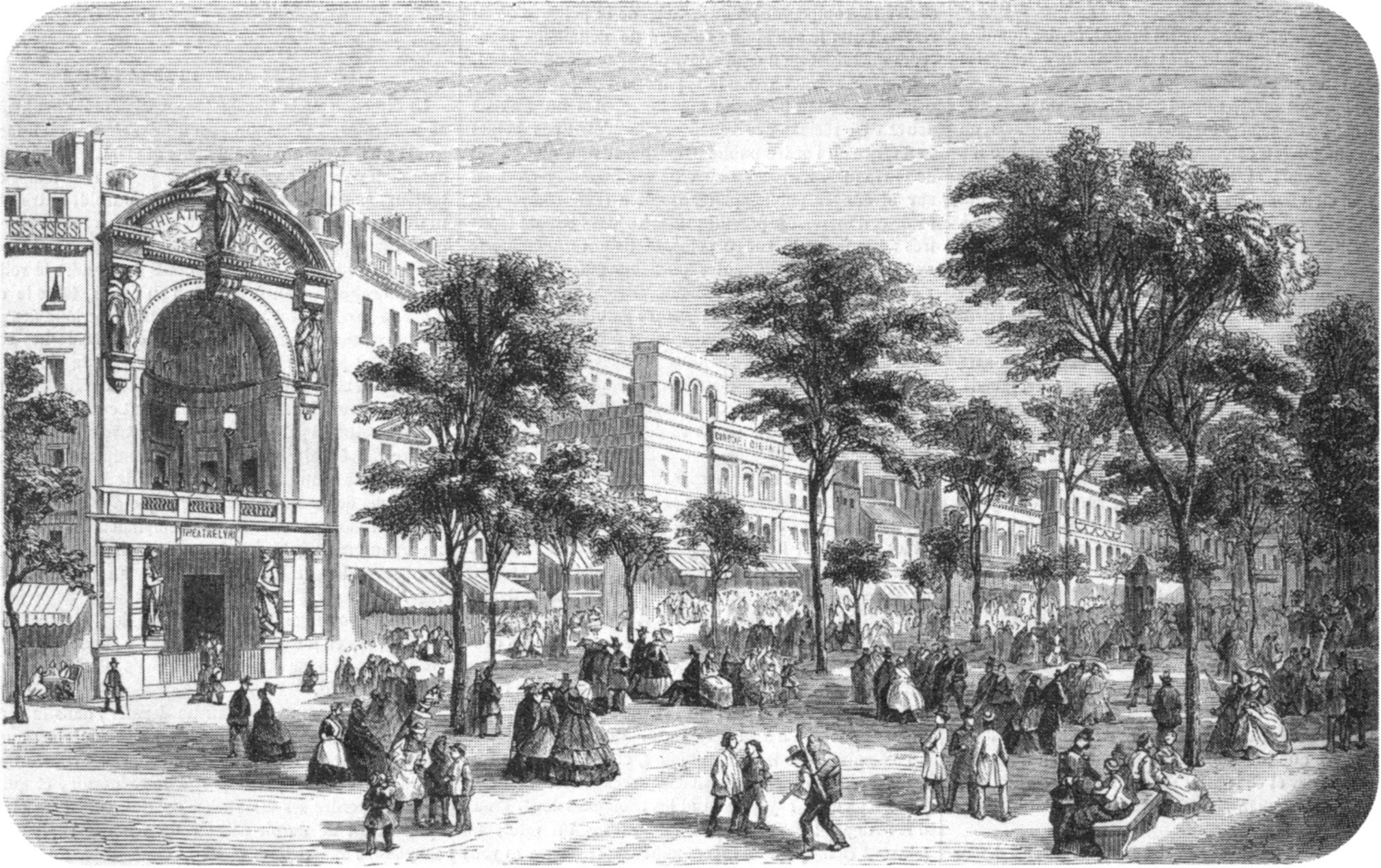
Ursprüngliches Gebäude der Institution, Théâtre-Historique auf dem Boulevard du Temple (1862, kurz vor dem Abriss)

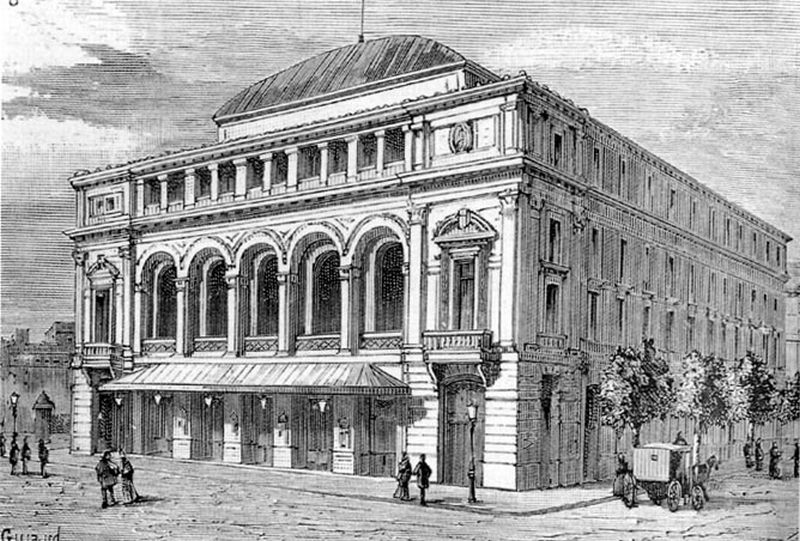
Das Théâtre-Lyrique, Gebäude des Theaters ab 1862 (Abbildung von 1863)

Das Théâtre-Lyrique oder Théâtre-Lyrique Impérial war neben der Opéra, der Opéra-Comique und dem Théâtre-Italien eine der vier bedeutendsten Opernkompagnien des 19. Jahrhunderts in Paris.
Das ursprüngliche Haus des Théâtre-Lyrique wurde unter dem Namen Théâtre Historique 1847 eröffnet und befand sich auf dem Boulevard du Temple 72, einer Straße mit einer ganzen Reihe von Theatern. Im Zuge der Haussmannschen Stadtumgestaltung und Schaffung der Place de la République wurde dieses Gebäude abgebrochen und die Kompagnie zog 1862, nun als Théâtre-Lyrique Impérial, in ein neu errichtetes Haus auf Ostseite der Place du Châtelet, dem heutigen Théâtre de la Ville direkt an der Seine. Nach dessen Zerstörung durch einen Brand während der Pariser Kommune 1871 wurde es zwar wiederaufgebaut und 1874 wiedereröffnet. Die Kompagnie bespielte jedoch unter dem Namen Théâtre-Lyrique-National noch für eine Saison die Salle bzw. das Théâtre de l’Athénée, 17 rue Scribe, ging jedoch im Juni 1872 Bankrott und stellte das Spiel ein.
In dieser Institution wurden eine Reihe wichtiger französischer Opern uraufgeführt:
- Si j’étais roi von Adolphe Adam, 1852.
- Les dragons de Villars von Aimé Maillart, 1856.
- Faust von Charles Gounod, 1859.
- Les pêcheurs de perles von Georges Bizet, 1863.
- Les Troyens à Carthage von Hector Berlioz, Teiluraufführung 1863 (vollständig erst 1890 unter Felix Mottl in Karlsruhe).
- La jolie fille de Perth von Bizet, 1867.
- Roméo et Juliette von Gounod, 1867.
- Paul et Virginie von Victor Massé, 1876.

Darüber hinaus gab es hier auch erfolgreiche Opern von deutschen und italienischen Komponisten:
- Orfeo ed Euridice von Christoph Willibald Gluck, im November 1859 (einstudiert von Berlioz).
- Macbeth von Giuseppe Verdi, im Jahre 1865 (überarbeitet und erweitert).